# 平岡敏男
平岡 敏男（ひらおか としお、1909年（明治42年）9月18日 - 1986年（昭和61年）8月6日）は、日本のジャーナリスト、実業家。
毎日新聞社社長（1976年2月 - 1980年12月）。

## 経歴
北海道旭川市出身（留萌市生まれ）。弘前高等学校では新聞部に所属し、一期下の太宰治とも親交があった。1932年に東京帝国大学経済学部を卒業し、東京日日新聞社（後の毎日新聞東京本社）に入社。経済部記者、東京本社経済部長、論説委員、ロンドン支局長などを経て、1963年取締役。1966年西部本社代表、1968年常務。
1976年2月、巨額の負債を抱え、経営危機に瀕していた毎日新聞社の社長に就任。永野重雄に救済を仰ぎ、翌年「新旧分離方式」の経営再建の方針を固め、登記上の本社で発行部門を担当していた大阪本社を、負債の整理・清算に専念させ（「株式会社毎日（旧社）」）、東京本社（編集部門）と経営を一本化させる形で、新たに東京に新会社「毎日新聞株式会社（新社）」を設立した。数百億と言われた負債を解消し、1985年には新旧両社合併を果たすことが出来たのは、平岡の類いまれな経営手腕による所が大きいといわれる。平岡は「毎日新聞再建に示された永野さんの恩義は、今でもひしひしと胸に迫るものがある」と述べている。
1980年会長。同年横綱審議委員会委員。ほかにラジオ福島会長、パレスサイドビルディング社長などを務めた。
1986年8月6日、肝不全ため、自宅で死去。76歳没。
著書に『焔の時灰の時』などがある。

## 著書
- 『新經濟十二講』高山書院、1940年12月。
- 『めぐりあい』平岡敏男、1970年。
- 『焔の時灰の時』毎日新聞社、1979年9月。
- 『毎日新聞私の五十年』毎日新聞社、1982年12月。

## 追想録
- 平岡敏男追想録刊行会 編『平岡敏男 追想録』平岡敏男追想録刊行会、1987年8月。